# بورلی (ایلینوی)
بورلی (به انگلیسی: Beverly) یک منطقهٔ مسکونی در ایالات متحده آمریکا است که در شهرستان آدامز، ایلینوی واقع شده‌است. بورلی ۲۵۲٫۹۹ متر بالاتر از سطح دریا واقع شده‌است.